# Eupithecia costivallata
Eupithecia costivallata es una especie de polilla de la familia Geometridae. La especie fue descrita por primera vez por William Warren habiendo sido descrita en 1904, con distribución en Perú. El holotipo de la especie fue descrita en los alrededores de Santo Domingo, Provincia de Carabaya, a una altitud de 6000 pies (1828,8 m). Se ha descrito igualmente en la reserva biológica San Francisco de Ecuador.

## Descripción
Es una polilla pequeña con una envergadura de 19 milímetros (0,7 plg). El ala anterior es blanco tiza con un tinte gris azulado. Las marcas en el ala son de un gris ligeramente más oscuro. El parche basal y la fascia central se ven formados por dos cinturones grises, con sus líneas marcadas ligeramente más oscuras en las venas y todas formando manchas negruzcas a lo largo de la costa. Los cinturones son pálidos a cada lado de la fascia central donde son anchos, con una línea media ondulada o puntuada. El área marginal es gris oscuro atravesada por una fina línea submarginal pálida, precedida en la costa por una quinta mancha más oscura. La línea marginal es negra, interrumpida por llamativas manchas pálidas en los extremos de las venas.
El ala trasera es más pálida, con las líneas exteriores repetidas. La parte inferior está teñida de gris, especialmente en las alas anteriores, y con manchas celulares negras.
La cabeza, tórax y abdomen son blancos. Sus antenas son de color gris oscuro.